# Anusin (Lublin)
Pour les articles homonymes, voir Anusin.
Anusin (prononciation : [aˈnuɕin]) est un village polonais de la gmina de Siedliszcze dans le powiat de Chełm de la voïvodie de Lublin dans l'est de la Pologne.
Il se situe à environ 3 kilomètres au sud-ouest de Siedliszcze (siège de la gmina), 25 kilomètres à l'ouest de Chełm (siège du powiat) et 40 kilomètres à l'est de Lublin (capitale de la voïvodie).

## Histoire
De 1975 à 1998, le village est attaché administrativement à la voïvodie de Chełm.

Depuis 1999, il fait partie de la voïvodie de Lublin.